# Antoni Castells
Antoni Castells i Oliveres (Barcelona, 24 de septiembre de 1950), político español, es doctor en Economía y catedrático de Hacienda Pública de la Universidad de Barcelona. En 2014 el Col·legi d'Economistes de Catalunya le distinguió como colegiado de mérito.

## Carrera política
Entre 2003 y 2010 ha sido consejero de Economía y Finanzas de la Generalidad de Cataluña en los gobiernos tripartitos presididos por Pasqual Maragall y José Montilla. En la actualidad es secretario de Economía del Partit dels Socialistes de Catalunya.
Ha sido diputado en el Parlamento de Cataluña entre 1992 y 1994 y desde el 2003 a 2010. Entre 1984 y 1989 fue miembro de la Sindicatura de Cuentas de Cataluña y entre 1994 y 2000 lo fue del Tribunal de Cuentas Europeo.

## Pensamiento político
Se le considera miembro del ala más catalanista del PSC. Entre sus posicionamientos políticos destacan su posición favorable a que el Partit dels Socialistes de Catalunya tenga un grupo parlamentario propio en el Congreso de los Diputados o a que la Administración tributaria única en Cataluña prevista en el Estatuto de autonomía de Cataluña de 2006 como consorcio de la Agencia Estatal de la Administración Tributaria y de la Agencia Tributaria de Cataluña devenga en Administración tributaria de Cataluña.
El responsable del departamento de Economía de la Generalidad ha considerado «razonable» el derecho a voto de los inmigrantes en las elecciones municipales siempre que se cumplan unos «requisitos», a la vez que acusó a sus socios de Iniciativa per Catalunya Verds de tratar el asunto con una «falsa ingenuidad».